# Кара-Ой (Базар-Коргонский район)
Кара-Ой (кирг. Кара-Ой) — село в Базар-Коргонском районе Джалал-Абадской области Кыргызстана. Входит в состав Моголского айылного аймака.

## География
Село расположено в юго-восточной части области, на правом берегу реки Кара-Ункюр, на расстоянии приблизительно 21 километра (по прямой) к северо-востоку от города Базар-Коргон, административного центра района. Абсолютная высота — 990 метров над уровнем моря.

## Население
Согласно оценочным данным Национального статистического комитета Кыргызской Республики, численность населения села на начало 2023 года составляла 1088 человек.
| год     | 2009 | 2014 | 2015 | 2020 | 2021 | 2023 |
| ------- | ---- | ---- | ---- | ---- | ---- | ---- |
| человек | 713  | 784  | 837  | 1037 | 1053 | 1088 |